# Runanga coxalis
Runanga coxalis är en kräftdjursart som beskrevs av Barnard 1961. Runanga coxalis ingår i släktet Runanga och familjen Ischyroceridae. Inga underarter finns listade i Catalogue of Life.